# Vernou-la-Celle-sur-Seine
 Vernou-la-Celle-sur-Seine  es una población y comuna francesa, en la región de Isla de Francia, departamento de Sena y Marne, en el distrito de Fontainebleau y cantón de Moret-sur-Loing.

## Demografía
| 1209 | 1061 | 1172 | 1408 | 2260 | 2499 |
| Para los censos de 1962 a 1999 la población legal corresponde a la población sin duplicidades (Fuente: INSEE [Consultar]) |      |      |      |      |      |